# Organizace pro osvobození Palestiny

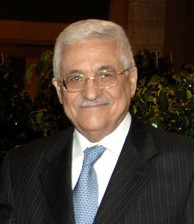
Předseda OOP Mahmúd Abbás

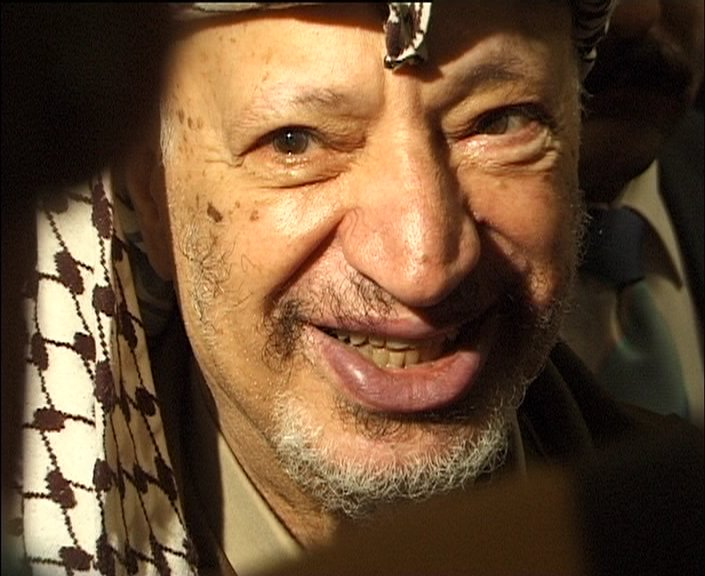
Jásir Arafat, předseda Organizace pro osvobození Palestiny v letech 1969–2004.

Organizace pro osvobození Palestiny (OOP) (arabsky منظمة التحرير الفلسطينية‎; Munazzamat al-Tahrír al-Filastínija; anglicky Palestine Liberation Organization (PLO)) je palestinská organizace seskupující několik palestinských odbojových skupin, majících za cíl vytvoření nezávislého sekulárního státu (avšak za odlišných strategií a taktiky), která byla založena Ligou arabských států na kongresu konaném v jordánském sektoru Jeruzaléma 2. června 1964. Cílem OOP bylo podle ustavujícího prohlášení „dosáhnout zničení Izraele“. OOP získala finanční podporu od arabských vlád. Egypt dal OOP k dispozici Sinaj a Pásmo Gazy. Od roku 1974 se OOP pokládá za „jedinou legitimní reprezentaci palestinského lidu“. V letech 1969–2004 byl jejím předsedou Jásir Arafat. Po jeho smrti v roce 2004 se stal předsedou Mahmúd Abbás.

## Historie
OOP byla založena 28. května 1964. Její ustavení se u arabských vůdců setkalo s rozpaky či nevolí, zejména jordánského krále Husajna I., neboť OOP byla pod přímým vlivem Egypta a jejího prezidenta Násira. Prvním předsedou se stal Ahmad Šuqajrí. Pod jeho vedením zaujala OOP ostře protiizraelský postoj. V roce 1968 se součástí OOP stala organizace Fatah, která je dodnes (nepřesně) označována za ozbrojené křídlo OOP.
Po šestidenní válce v roce 1967 Šuqajrí odstoupil a OOP získala kolektivní vedení s Jahjá Hamúdou v čele. 3. února 1969 byl na palestinském celonárodním kongresu v Káhiře vůdcem OOP jmenován Jásir Arafat. Pod jeho vedením vzrostl význam OOP. OOP se stala zastřešující organizací pro řadu palestinských gerilových organizací, z nichž nejvýznamnější byl Fatah.
Původním cílem OOP bylo osvobození celé Palestiny a zřízení palestinského státu na území celého Izraele. Organizace později však od těchto cílů oficiálně ustoupila a nastolila požadavek vzniku státu Palestina na územích, která Izrael obsadil roku 1967 během šestidenní války (tj. Západní břeh Jordánu, Pásmo Gazy a tzv. východní Jeruzalém).
Kromě vojenských aktivit se rozvíjelo i civilní křídlo OOP. Pod jeho záštitou vznikla zdravotnická organizace Palestinský červený půlměsíc, byl vytvořen systém sociálního zabezpečení a je vydávána řada periodik.
V roce 1965 OOP založila v Bejrútu Palestinské výzkumné centrum. Účelem organizace bylo shromážďování, uchování a analýza dokumentů a písemností o Palestině, její historii a kultuře Palestinců. V roce 1982, během izraelské invaze, došlo izraelskou armádou k poškození a zabavení archivu centra a v roce 1983 při teroristickém útoku Fronty za osvobození Libanonu od cizinců ke zničení jeho sídla a zabití osmnácti lidí. V roce 1982 archiv čítal 25 tisíc archiválií o palestinské historii a kultuře. Většina byla ztracena nebo zničena.

## Struktura
Vrcholným orgánem OOP je Palestinská národní rada (PNR), která se schází jednou za dva roky. Výkonem moci mezi jednotlivými zasedáními PNR je Výkonná komise OOP, kterou na svých zasedáních volí PNR. Ústředním dokumentem OOP (ústavou) je Palestinská národní charta (Charta OOP) přijatá 28. května 1964 v Jeruzalémě. Dalším důležitým dokumentem je Základní zákon OOP řešící technické a procedurální otázky a problémy v OOP.

## Organizace spadající pod OOP
OOP byla sestavena zejména z palestinských významných osobností, vysoký počet členů pocházel z elitních rodin ze Západního břehu Jordánu. Zcela původně OOP zastřešovala militantní a uprchlické skupiny včetně Fatahu, avšak později se k ní připojily profesionální, dělnické a studentské asociace i schopní jednotlivci.
Mezi organizace náležejících pod OOP patří či patřily:
- Fatah (Palestinské osvobozenecké hnutí)
- Lidová fronta pro osvobození Palestiny (LFOP)
- Demokratická fronta pro osvobození Palestiny (DFOP)[6]
- Palestinská komunistická strana (PPP)
- Arabská osvobozenecká fronta
- Předvoj vlastenecké války za osvobození
- Černé září
- Arabská osvobozenecká fronta
- Palestinská osvobozenecká fronta
- Síla 17

Důležitým datem pro odchod řady palestinských radikálních organizací z OOP je rok 1974, kdy v OOP vznikl program známý jako Deset bodů. Ten poprvé připustil myšlenku, že by palestinský stát mohl vzniknout pouze na části bývalého mandátu Palestina. To však tyto organizace chápaly jako zradu. OOP opustily:
- Lidová fronta pro osvobození Palestiny (LFOP)
- Demokratická fronta pro osvobození Palestiny (DFOP)[6]
- Lidová fronta pro osvobození Palestiny - Hlavní velení
- Organizace Abú Nidala

## OOP a palestinsko-izraelský konflikt

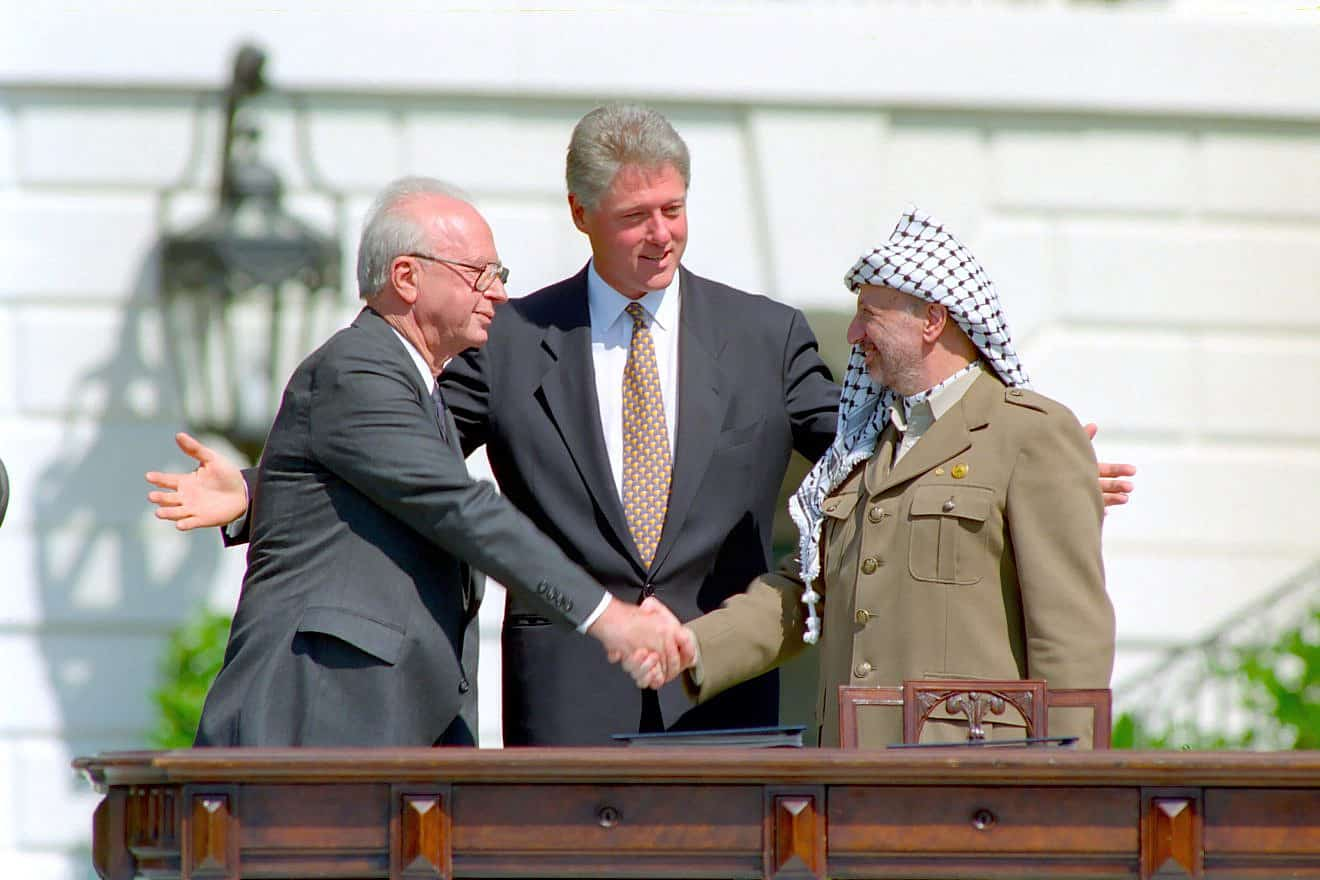
Jicchak Rabin, Bill Clinton a Jásir Arafat po podepsání Mírových dohod z Osla ve Washingtonu 13. září 1993.

Po mnohých výzvách přistoupila Palestinská národní rada k vypuštění článků z Charty OOP z r. 1964, které vyzývaly ke zničení Izraele a popíraly právo Izraele na existenci. Stalo se tak na shromáždění palestinského vedení v Gaze při návštěvě amerického prezidenta Billa Clintona 14. prosince 1998. Od tohoto data již není de jure cílem organizace likvidace Izraele. – Zlom ve vztahu mezi OOP a Izraelem nastal v září 1993. Krátce před podpisem Deklarace zásad (dohoda z Osla) Jásir Arafat poslal oficiální dopis tehdejšímu izraelskému premiérovi Jicchaku Rabinovi, v němž přislíbil, že „OOP podnikne kroky směřující k tomu, aby Palestinská národní rada mohla formálně schválit nezbytné změny v Palestinské chartě.“ Izrael následně OOP uznal za legitimního představitele palestinského lidu a 13. září 1993 byla mezi Izraelem a OOP podepsána mírová dohoda z Osla. Proti této dohodě se však zvedla vlna odporu, a to jak na palestinské politické scéně, tak na izraelské. V Izraeli se krajním projevem odporu proti dohodám z Osla stal atentát na Jicchaka Rabina spáchaný 4. 11. 1995 izraelským extremistou. Následná jednání mezi OOP a novým izraelským premiérem Benjaminem Netanjahuem (1996–1999) zprostředkovaná Spojenými státy byla obtížná (srov. Hebronský protokol (1997), Memorandum z Wye River (1998), Memorandum z Šarm aš-Šajchu (1999) a nevedla ve výsledku k řešení konfliktu a mírovému uspořádání. Neúspěchem však skončilo i jednání v Camp Davidu v červenci 2000, kde izraelský premiér Ehud Barak (1999–2001) nabídl Palestincům výrazně závažnější ústupky než jakákoli jiná izraelská vláda v minulosti. Po dvou měsících od odmítnutí Barakových návrhů v Camp Davidu vypukla palestinská druhá intifáda.

## Sídlo OOP
OOP původně sídlila v Egyptě, ale brzo se po neshodách s egyptskou vládou přesunula do Jordánska. V Jordánsku se OOP vyzbrojila a roku 1970 se zúčastnila neúspěšného převratu (Černé září v Jordánsku), který měl svrhnout krále Husajna. Po vyhnání z Jordánska v roce 1971 se přesunula do Libanonu, kde pokračovala v partyzánských a teroristických akcích proti Izraeli. Klíčovou roli sehrála OOP v libanonské občanské válce. Po okupaci Libanonu Izraelem se OOP přestěhovala pod dohledem OSN do Tuniska. Mezi důvody, proč odešla tak daleko, byla obava okolních arabských států z důsledků její podpory. V současnosti se sídlo OOP nachází v Ramalláhu na Západním břehu Jordánu.

## Financování OOP
Šéf rumunské depozitury KGB a šéf rumunské tajné služby generál Ion Mihai Pacepa ve svých knihách uvádí, že OOP byl projekt KGB. Jak Arafat, tak Abbás studovali v SSSR a jejich učiteli byli čelní představitelé KGB. OOP byla desetiletí financována a zásobována ze států socialistického bloku (Semtex z Československé socialistické republiky). Ion Mihai Pacepa, Viktor Suvorov a Stanislav Luněv uvádějí, že za vznikem novodobého islámského terorismu stojí SSSR, který jej viděl jako efektivnější taktiku oproti standardním vojenským operacím proti Izraeli. Toto potvrzuje např. Wallace Edward Brand, historik z Kalifornské univerzity,[zdroj?] nebo Marius Laurinavičius, Senior Analyst, EESC ve své práci Do traces of KGB, FSB and GRU lead to Islamic State? Generál KGB Alexandr Sacharovskij řekl: "V dnešním světě, kdy jaderné zbraně mají zastaralou vojenskou sílu, terorismus by se měl stát naší hlavní zbraní."

## OOP a OSN
OSN udělila OOP pozorovatelský status 22. listopadu 1974.
12. ledna, 1976 Rada bezpečnosti OSN hlasovala 11:1 s 3 chybějícími členy pro povolení OOP účastnit se porad Rady bezpečnosti bez hlasovacích práv, i když tato výsada se obvykle omezuje na členské státy OSN.